# Sandra Buzón Camus
Sandra Buzón Camus (Santander, España, 25 de noviembre de 1996) es una jugadora española de fútbol sala. Juega de portera y su equipo actual es el Poio Pescamar de la Primera División de fútbol sala femenino de España

## Trayectoria
Comenzó jugando en el FSF Guarnizo, equipo con el que consiguió el ascenso a la segunda división, y estuvo hasta el año 2013, posteriormente jugó un año a fútbol con el Racing Feminas, y volvió al fútbol sala con el Bilbo FS equipo con el que debutó en primera división. En la temporada 2016-17 se fue a jugar con el FSF Rioja, y al siguiente año al CD Leganés FS estando 3 temporadas hasta que en la temporada 2020-21 ficha por el CD Burela FS, equipo con el que consiguió numerosos títulos tanto a nivel nacional, como internacional. En la temporadada 2022-23 ficha por el Poio Pescamar, y en su primer año realiza una gran temporada, llegando a debutar con la selección española y también es elegida como mejor portera de la temporada, según los premios Futsal Corner.

## Selección nacional
Debutó el 14 de febrero de 2023 con la selección española en un partido amistoso contra Argentina.

## Estadísticas

### Clubes
Actualizado al último partido jugado el 26 de junio de 2022.
| Club | Div.          | Temporada     | Liga        | Liga        | Liga        | Liga        | Copas nacionales(1) | Copas nacionales(1) | Copas nacionales(1) | Copas nacionales(1) | Torneos internacionales(2) | Torneos internacionales(2) | Torneos internacionales(2) | Torneos internacionales(2) | Total(3)    | Total(3)    | Total(3)    | Total(3)    |
| Club | Div.          | Temporada     | Part.       | Goles       | Amonestado  | Expulsado   | Part.               | Goles               | Amonestado          | Expulsado           | Part.                      | Goles                      | Amonestado                 | Expulsado                  | Part.       | Goles       | Amonestado  | Expulsado   |
| Fútbol Sala | Fútbol Sala   | Fútbol Sala   | Fútbol Sala | Fútbol Sala | Fútbol Sala | Fútbol Sala | Fútbol Sala         | Fútbol Sala         | Fútbol Sala         | Fútbol Sala         | Fútbol Sala                | Fútbol Sala                | Fútbol Sala                | Fútbol Sala                | Fútbol Sala | Fútbol Sala | Fútbol Sala | Fútbol Sala |
| --- | ------------- | ------------- | ----------- | ----------- | ----------- | ----------- | ------------------- | ------------------- | ------------------- | ------------------- | -------------------------- | -------------------------- | -------------------------- | -------------------------- | ----------- | ----------- | ----------- | ----------- |
| FSF Guarnizo · España |               |               |             |             |             |             |                     |                     |                     |                     |                            |                            |                            |                            |             |             |             |             |
| 2.ª |               |               |             |             |             |             |                     |                     |                     |                     |                            |                            |                            |                            |             |             |             |             |
| |               | -             | -           | -           | -           | -           | -                   | -                   | -                   | -                   | -                          | -                          |                            | -                          | -           | -           |             |             |
| Total club | Total club    | -             | -           | -           | -           | -           | -                   | -                   | -                   | -                   | -                          | -                          | -                          | -                          | -           | -           | -           |             |
| Fútbol |               |               |             |             |             |             |                     |                     |                     |                     |                            |                            |                            |                            |             |             |             |             |
| Racing Feminas · España |               |               |             |             |             |             |                     |                     |                     |                     |                            |                            |                            |                            |             |             |             |             |
| - |               |               |             |             |             |             |                     |                     |                     |                     |                            |                            |                            |                            |             |             |             |             |
| 2013-14 |               | -             | -           | -           | -           | -           | -                   | -                   | -                   | -                   | -                          | -                          |                            | -                          | -           | -           |             |             |
| Total club | Total club    | -             | -           | -           | -           | -           | -                   | -                   | -                   | -                   | -                          | -                          | -                          | -                          | -           | -           | -           |             |
| Fútbol Sala |               |               |             |             |             |             |                     |                     |                     |                     |                            |                            |                            |                            |             |             |             |             |
| Bilbo FS · España |               |               |             |             |             |             |                     |                     |                     |                     |                            |                            |                            |                            |             |             |             |             |
| 1.ª |               |               |             |             |             |             |                     |                     |                     |                     |                            |                            |                            |                            |             |             |             |             |
| 2014-15 | 28            | 0             | 0           | 0           | -           | -           | -                   | -                   | -                   | -                   | -                          | -                          | 28                         | 0                          | 0           | 0           |             |             |
| 2.ª |               |               |             |             |             |             |                     |                     |                     |                     |                            |                            |                            |                            |             |             |             |             |
| 2015-16 |               | -             | -           | -           | -           | -           | -                   | -                   | -                   | -                   | -                          | -                          |                            | -                          | -           | -           |             |             |
| Total club | Total club    | 28            | 0           | 0           | 0           | -           | -                   | -                   | -                   | -                   | -                          | -                          | -                          | 28                         | 0           | 0           | 0           |             |
| FSF Rioja · España |               |               |             |             |             |             |                     |                     |                     |                     |                            |                            |                            |                            |             |             |             |             |
| 1.ª |               |               |             |             |             |             |                     |                     |                     |                     |                            |                            |                            |                            |             |             |             |             |
| 2016-17 | 29            | 0             | 1           | 0           | -           | -           | -                   | -                   | -                   | -                   | -                          | -                          | 29                         | 0                          | 1           | 0           |             |             |
| Total club | Total club    | 29            | 0           | 1           | 0           | -           | -                   | -                   | -                   | -                   | -                          | -                          | -                          | 29                         | 1           | 0           | 0           |             |
| Leganés FS · España | 1.ª           |               |             |             |             |             |                     |                     |                     |                     |                            |                            |                            |                            |             |             |             |             |
| Leganés FS · España | 1.ª           | 2017-18       | 27          | 2           | 0           | 0           | -                   | -                   | -                   | -                   | -                          | -                          | -                          | -                          | 27          | 2           | 0           | 0           |
| Leganés FS · España | 1.ª           | 2018-19       | 26          | 0           | 1           | 0           | -                   | -                   | -                   | -                   | -                          | -                          | -                          | -                          | 26          | 0           | 1           | 0           |
| Leganés FS · España | 1.ª           | 2019-20       | 21          | 0           | 1           | 0           | 2                   | 0                   | 1                   | 0                   | -                          | -                          | -                          | -                          | 23          | 0           | 2           | 0           |
| Leganés FS · España | Total club    | Total club    | 74          | 2           | 2           | 0           | 2                   | 0                   | 1                   | 0                   | -                          | -                          | -                          | -                          | 76          | 2           | 3           | 0           |
| CD Burela FS · España |               |               |             |             |             |             |                     |                     |                     |                     |                            |                            |                            |                            |             |             |             |             |
| 1.ª |               |               |             |             |             |             |                     |                     |                     |                     |                            |                            |                            |                            |             |             |             |             |
| 2020-21 | 17            | 0             | 1           | 0           | 2           | 0           | 0                   | 0                   | -                   | -                   | -                          | -                          | 19                         | 0                          | 1           | 0           |             |             |
| 2021-22 | 25            | 1             | 1           | 0           | 3           | 0           | 0                   | 0                   | -                   | -                   | -                          | -                          | 28                         | 1                          | 1           | 0           |             |             |
| Total club | Total club    | 42            | 1           | 2           | 0           | 5           | 0                   | 0                   | 0                   | -                   | -                          | -                          | -                          | 47                         | 1           | 2           | 0           |             |
| Total carrera | Total carrera | Total carrera | 173         | 3           | 5           | 0           | 7                   | 0                   | 1                   | 0                   | -                          | -                          | -                          | -                          | 180         | 3           | 6           | 0           |
| (1) Incluye datos de Copa de España / Supercopa de España. (2) Incluye datos de Campeonato de Europa de Clubes, Recopa y Copa Intercontinental. (3) No incluye datos de partidos amistosos. |               |               |             |             |             |             |                     |                     |                     |                     |                            |                            |                            |                            |             |             |             |             |

## Palmarés y distinciones
- Liga española: 1

2020-21.
- Copa de España: 3

2020, 2021 y 2022.
- Supercopa de España: 2

2020 y 2021.
- Campeonato de Europa de Clubes de fútbol sala femenino: 1

2021
- Copa Galicia: 1

2020.